# Hyla auraria
"Hyla" auraria
Espèce
Statut de conservation UICN

 DD  : Données insuffisantes
"Hyla" auraria est une espèce d'amphibiens de la famille des Hylidae dont la position taxonomique est incertaine (Incertae sedis).

## Publication originale
- Peters, 1873 : Über eine neue Schildkrötenart, Cinosternon effeldtii und einige andere neue oder weniger bekannte Amphibien. Monatsberichte der Königlich Preussischen Akademie der Wissenschaften zu Berlin, vol. 1873, p. 603-618 (texte intégral).